# Az Amerikai Virgin-szigetek a 2022. évi téli olimpiai játékokon
Az Amerikai Virgin-szigetek a kínai Pekingben megrendezett 2022. évi téli olimpiai játékok egyik részt vevő nemzete volt. Az országot az olimpián 1 sportágban 1 sportoló képviselte, aki érmet nem szerzett.

## Szkeleton
| Versenyző        | Versenyszám | 1. futam | 1. futam | 2. futam | 2. futam | 3. futam | 3. futam | 4. futam | 4. futam | Összesítés | Összesítés |
| Versenyző        | Versenyszám | Idő      | Hely.    | Idő      | Hely.    | Idő      | Hely.    | Idő      | Hely.    | Idő        | Helyezés   |
| ---------------- | ----------- | -------- | -------- | -------- | -------- | -------- | -------- | -------- | -------- | ---------- | ---------- |
| Katie Tannenbaum | Női         | 1:06,48  | 25.      | 1:07,36  | 25.      | 1:04,84  | 25.      | kiesett  | kiesett  | 3:18,68    | 25.        |